# زبان توربالی
زبان توربالی (انگلیسی: Turrbal language) زبانی مختص بومیان جزیره استرالیا و مردم توربال است که در منطقه بریزبن و کوئینزلند زندگی می‌کنند. دیگر گونه‌های گفتار این زبان به صورت توروبال، تورابول، توربل و تارالبول است.

## طبقه‌بندی
چهار گویش ذکر شده در دیکسون (۲۰۰۲)  گاهی اوقات به عنوان زبان‌های دوروبالیک جداگانه، به ویژه جندای و نونوکول دیده می شوند. یاگارا ، یوگارابول و توروبول به احتمال زیاد به عنوان لهجه در نظر گرفته می‌شوند.
توربالی به طور مختلف به عنوان یک زبان، گروهی از زبان‌ها یا به عنوان گویش یک زبان دیگر طبقه‌بندی شده است.